# 普鲁士议会
普鲁士议会（德語：Preußischer Landtag）是普鲁士王国的两院制议会，成立于1849年，前身为普鲁士国民议会，普鲁士议会由普鲁士贵族院和普鲁士众议院组成，第一次世界大战后作为普鲁士自由邦的议会继续存在，1934年被纳粹德国政权废除。